# 流速
連続体力学において、流速（英: macroscopic velocity, flow velocity（流体力学）, drift velocity（電磁気学））とは、連続体の運動を数学的に記述するためベクトル場である。流速ベクトルの絶対値はflow speedと呼ばれ、スカラー量である。

## 定義
流体の流速uはベクトル場;
{\displaystyle \mathbf {u} =\mathbf {u} (\mathbf {x} ,t)}
で表され、流体粒子の任意の位置{\displaystyle x}と任意の時間{\displaystyle t}における速度を示す。
流速ベクトルの絶対値（flow speed）q はスカラー量であり
{\displaystyle q=||\mathbf {u} ||}
で表される。

## 利用
流体の流速は、流体の運動に関する全ての事象を効果的に表すことが出来る。流体の多くの物理的性質は、流速の観点から数学的に表すことができる。一般的な例を以下に示す:

### 定常流
{\displaystyle \mathbf {u} }が時間と共に変化しなければ、流体の流れは安定しているとされ: 
{\displaystyle {\frac {\partial \mathbf {u} }{\partial t}}=0}
が成り立つ。

### 非圧縮性流れ
非圧縮性流れにおいては{\displaystyle \mathbf {u} }の発散 は0であり:
{\displaystyle \nabla \cdot \mathbf {u} =0}
が成り立つ。
ここで{\displaystyle \mathbf {u} }は管状ベクトル場。

### 渦なし流れ
渦なし流れにおいては{\displaystyle \mathbf {u} }の回転 は0であり:
{\displaystyle \nabla \times \mathbf {u} =0}
が成り立つ。
ここで{\displaystyle \mathbf {u} }は非回転的ベクトル場。
非回転的な単連結空間 における流れは速度ポテンシャル {\displaystyle \Phi }（{\displaystyle \mathbf {u} =\nabla \Phi }）を用いることにより、ポテンシャル流として表される。渦なしかつ非圧縮性の流れにおいては、速度ポテンシャルのラプラス作用素は0であり: {\displaystyle \Delta \Phi =0}となる。

### 渦度
流れの渦度{\displaystyle \omega }は、流速より以下のように定義される。
{\displaystyle \omega =\nabla \times \mathbf {u} .}
したがって、非回転流では渦度は0である。

## 速度ポテンシャル
非回転流れが単連結な流体領域を占める場合、スカラー場{\displaystyle \phi }が存在し、
{\displaystyle \mathbf {u} =\nabla \mathbf {\phi } }
が成り立つ。
ここでスカラー場{\displaystyle \phi }は流れの速度ポテンシャルである（非回転的ベクトル場を参照）。

## 計測器
- 非接触型流速計
  - レーザードップラー流速計
  - 超音波流速計